# Heinrich Barnes

Zawodnik Oregon State Beavers

Heinrich Barnes (ur. 12 grudnia 1986) – południowoafrykański zapaśnik walczący w stylu wolnym. Olimpijczyk z Pekinu 2008, gdzie zajął dziewiętnaste miejsce w kategorii 66 kg.
Cztery razy uczestniczył w mistrzostwach świata, a jego najlepszy wynik to siódme miejsce w 2010. Triumfator igrzysk afrykańskich w 2007. Zdobył cztery złote medale na mistrzostwach Afryki, w 2006, 2007, 2011 i 2012. Wicemistrz igrzysk wspólnoty narodów w 2010. Wicemistrz Wspólnoty Narodów w 2009 roku.
Zawodnik Centurion High School i Oregon State University. All-American  w NCAA Division I w 2009, gdzie zajął ósme miejsce roku.

## Turniej wPekinie 2008
| Konkurencja         | Walki                         | Klas. końcowa |
| Konkurencja         | Przeciwnik I                  | Miejsce       |
| ------------------- | ----------------------------- | ------------- |
| styl wolny do 66 kg | Bujandżawyn Batdzorig (MNG) L | XIX           |